# Bañuelos
|  | Per a altres significats, vegeu «Bañuelos de Bureba». |

Bañuelos és un municipi de la província de Guadalajara, a la comunitat autònoma de Castella-La Manxa.

## Demografia
| 1991 | 1996 | 2001 | 2004 |
| ---- | ---- | ---- | ---- |
| 39   | 32   | 30   | 23   |